# Episodi di Beverly Hills 90210 (quinta stagione)
La quinta stagione della serie televisiva Beverly Hills 90210 è andata in onda in prima visione negli Stati Uniti dal 7 settembre 1994 al 24 maggio 1995 sul network Fox.
In Italia è stata trasmessa nel 1995 su Italia 1.
| nº | Titolo originale                                 | Titolo italiano            | Prima TV USA      | Prima TV Italia |
| -- | ------------------------------------------------ | -------------------------- | ----------------- | --------------- |
| 1  | What I Did On My Summer Vacation & Other Stories | L'arrivo di Valerie        | 7 settembre 1994  |                 |
| 2  | Under The Influence                              | Cambi di decisione         | 14 settembre 1994 |                 |
| 3  | A Clean Slate                                    | La campagna elettorale     | 21 settembre 1994 |                 |
| 4  | Life After Death                                 | Nuovi amori                | 28 settembre 1994 |                 |
| 5  | Rave On                                          | Tradimenti                 | 5 ottobre 1994    |                 |
| 6  | Homecoming                                       | Giustizia è fatta          | 12 ottobre 1994   |                 |
| 7  | Who's Zoomin' Who?                               | La resa dei conti          | 19 ottobre 1994   |                 |
| 8  | Things That Go Bang In The Night                 | Incontri molto ravvicinati | 26 ottobre 1994   |                 |
| 9  | Intervention                                     | Un aiuto per Dylan         | 2 novembre 1994   |                 |
| 10 | The Dreams Of Dylan McKay                        | Una ragione per vivere     | 9 novembre 1994   |                 |
| 11 | Hate Is Just a Four-Letter Word                  | Tensioni razziali          | 16 novembre 1994  |                 |
| 12 | Rock Of Ages                                     | Un concerto da non perdere | 23 novembre 1994  |                 |
| 13 | Up In Flames                                     | Ritorno di fiamma          | 30 novembre 1994  |                 |
| 14 | Injustice For All                                | Momenti difficili          | 15 dicembre 1994  |                 |
| 15 | Christmas Comes This Time Each Year              | Regali di Natale           | 22 dicembre 1994  |                 |
| 16 | Sentenced To Life                                | Un'amicizia particolare    | 4 gennaio 1995    |                 |
| 17 | Sweating It Out                                  | Voglia di cambiare         | 11 gennaio 1995   |                 |
| 18 | Hazardous To Your Health                         | Per amore di Erica         | 18 gennaio 1995   |                 |
| 19 | Little Monsters                                  | Strane attrazioni          | 1º febbraio 1995  |                 |
| 20 | You Gotta Have Heart                             | La nuova evoluzione        | 8 febbraio 1995   |                 |
| 21 | Stormy Weather                                   | La scelta di Kelly         | 15 febbraio 1995  |                 |
| 22 | Alone At The Top                                 | Brama di potere            | 22 febbraio 1995  |                 |
| 23 | Love Hurts                                       | Pericolo all'università    | 1º marzo 1995     |                 |
| 24 | Unreal World                                     | Un mondo di segreti        | 15 marzo 1995     |                 |
| 25 | Double Jeopardy                                  | La grande sfida            | 29 marzo 1995     |                 |
| 26 | A Song For My Mother                             | La scoperta di David       | 5 aprile 1995     |                 |
| 27 | Squash It!                                       | Facciamo Squash            | 12 aprile 1995    |                 |
| 28 | Girls On The Side                                | Amori diversi              | 3 maggio 1995     |                 |
| 29 | The Real McKay                                   | L'ipnoterapia              | 10 maggio 1995    |                 |
| 30 | Hello Life, Goodbye Beverly Hills                | Arrivederci Andrea         | 17 maggio 1995    |                 |
| 31 | P.S. I Love You (Part 1 e 2)                     | Gelosia                    | 24 maggio 1995    |                 |
| 32 | P.S. I Love You (Part 1 e 2)                     | Pericolo per Dylan         | 24 maggio 1995    |                 |

 Beverly

## L'arrivo di Valerie
- Titolo originale: What I Did On My Summer Vacation and Other Stories
- Diretto da: Michael Lange
- Scritto da: Charles Rosin & Larry Mollin

### Trama
Dopo aver trascorso l'estate a recitare a Londra, Brenda decide di restare in Inghilterra e di dedicarsi alla sua carriera da attrice. Ora che a casa Walsh c'è una camera vuota, la famiglia Walsh accetta di ospitare Valerie Malone, la figlia di vecchi amici e amica d'infanzia di Brandon: Steve è immediatamente attratto da lei. Nel frattempo, Dylan torna in città dopo una lunga vacanza in Messico, ubriaco e senza soldi. Kelly e Brandon fanno ormai coppia fissa e decidono di confessare la loro storia agli amici, Dylan escluso.

## Cambi di decisione
- Titolo originale: Under the Influence
- Diretto da: Scott Paulin
- Scritto da: Chip Johannessen

### Trama
Tutti gli amici, tranne Dylan, tornano all'Università della California. Andrea organizza una festa per la piccola Hannah. Brandon e Kelly continuano a nascondere la loro relazione a Dylan ma la verità salta fuori. Donna vorrebbe lasciare l'università per un semestre per dedicarsi al ballo delle debuttanti, ma cambia idea quando si rende conto di quanto è razzista quell'ambiente.

## La campagna elettorale
- Titolo originale: A Clean Slate
- Diretto da: Bethany Rooney
- Scritto da: Richard Gollance

### Trama
Brandon decide di partecipare alle elezioni per il Senato studentesco insieme a Josh Richland, con l'aiuto di Steve che organizza la campagna elettorale. Quando Valerie capisce che Dylan è ricco, lo seduce e va a letto con lui alle spalle di Steve. Dylan è sconvolto quando scopre che Valerie vive dai Walsh. Brandon vince le elezioni ma poco dopo la festa Josh ha un incidente mortale.

## Nuovi amori
- Titolo originale: Life After Death
- Diretto da: James Whitmore, Jr.
- Scritto da: Jessica Klein & Steve Wasserman

### Trama
Brandon parla al funerale di Josh mentre Alex Diaz, il suo rivale alle elezioni, vuole sfruttare la morte di Josh per togliere la presidenza a Brandon. La relazione clandestina fra Dylan e Valerie continua. David chiede aiuto a Clare per la produzione di uno spettacolo televisivo. Donna incontra Griffin, un ragazzo che le fa dimenticare David. Kelly aiuta Steve ad organizzare la festa della confraternita.

## Tradimenti
- Titolo originale: Rave On
- Diretto da: David Semel
- Scritto da: Larry Mollin

### Trama
Steve apre il Peach Pit By Night con un rave e Dylan viene accusato di rubare soldi dall'incasso. Kelly pensa che Valerie fumi marijuana e la sorprende insieme a Dylan. Donna intervista Ray Pruit per il video di Clare. Durante una serata in città, Andrea scopre Jesse mentre flirta con un'altra donna. Dylan rivela a Valerie che tutti i suoi soldi sono stati rubati. Quando Donna e Ray ballano insieme, Griffin si ingelosisce.

## Giustizia è fatta
- Titolo originale: Homecoming
- Diretto da: Gilbert M. Shilton
- Scritto da: Meredith Stiehm

### Trama
Il Presidente della Selanesia Quintero, malato di cancro, arriva all'Università della California per ricevere cure adeguate: il suo arrivo causa forti tensioni perché l'uomo è accusato di aver torturato e ucciso migliaia di persone. Andrea incontra Peter, uno studente di medicina, mentre Jesse continua la storia alle spalle di Andrea. Donna e Ray si baciano. Kelly, Valerie e Griffin aiutano Steve a rubare Bruno, un enorme orso, che è la mascotte della squadra rivale.

## La resa dei conti
- Titolo originale: Who's Zoomin' Who?
- Diretto da: Gabrielle Beaumont
- Scritto da: Karen Rosin

### Trama
Quando il Peach Pit By Night viene chiuso dai pompieri perché non rispetta le norme di sicurezza, Steve suggerisce di comprare il locale vicino per avere uno spazio più ampio. Sfortunatamente Dylan è al verde e Valerie è l'unica a sapere la verità: alla fine, la ragazza avvisa i Walsh dei problemi economici di Dylan. David si ammanetta al letto di Clare ma quando il padre della ragazza, il rettore Arnold, arriva per una visita a sorpresa, Clare esce a cena con lui, lasciando David ammanettato. Kelly non approva la scelta della madre di lavorare come modella insieme alla piccola Erin. Donna continua ad uscire con Griffin e Ray ma è costretta a fare una scelta.

## Incontri molto ravvicinati
- Titolo originale: Things That Go Bang In The Night
- Diretto da: Jason Priestley
- Scritto da: Chip Johannessen

### Trama
La disperazione di Dylan diventa evidente quando tira fuori la sua vecchia pistola e si mette a sparare nel suo salotto. Valerie vorrebbe tornare a Buffalo ma Brandon la convince a restare, anche per aiutare Dylan, che nel frattempo ha cominciato a fare uso di droghe. Andrea e Jesse discutono sulla religione di Hannah. Ray accetta la scelta di Donna di non fare sesso prima del matrimonio. David e Clare fanno l'amore per la prima volta nel deserto.

## Un aiuto per Dylan
- Titolo originale: Intervention
- Diretto da: Daniel Attias
- Scritto da: Jessica Klein & Steve Wasserman

### Trama
Dylan continua a bere e drogarsi e tutti i suoi amici organizzano un incontro a casa Walsh per convincerlo ad entrare in riabilitazione: Dylan sembra accettare ma durante la notte, scappa dal centro e ha un incidente con la sua Porsche sotto l'effetto di droghe e alcool. Clare e David decidono di filmarsi mentre copulano ma la videocassetta finisce per errore nelle mani del padre di Donna. Kelly ha un'opportunità unica come modella.

## Una ragione per vivere
- Titolo originale: The Dreams Of Dylan McKay
- Diretto da: Scott Paulin
- Scritto da: Charles Rosin

### Trama
In coma dopo l'incidente, Dylan lotta fra la vita e la morte: nei suoi sogni incontra persone che hanno avuto un ruolo importante nella sua vita, fra cui suo padre, Erica, Suzanne e Kevin, il suo spacciatore, i Walsh, Kelly e le sue vecchie amanti. Quando riesce a svegliarsi, trova accanto a sé sua madre Iris. Brandon e Steve riescono ad arrivare in finale al torneo di flag football.

## Tensioni razziali
- Titolo originale: Hate Is Just a Four-Letter Word
- Diretto da: Les Landau
- Scritto da: Charles Rosin (sceneggiatura) & Richard Gollance (soggetto)

### Trama
Donna compra a Ray una chitarra come regalo di compleanno. Molti studenti di religione ebraica, fra cui Andrea, David e Clare, protestano per un discorso che Roland Turner, noto per le sue idee antisemite, dovrebbe tenere al campus. Brandon si trova in mezzo al caos quando deve scegliere fra politica ed etica. Valerie dice allo spacciatore di Dylan che il ragazzo è in ospedale: lo spacciatore va da Dylan e lo minaccia.

## Un concerto da non perdere
- Titolo originale: Rock Of Ages
- Diretto da: David Semel
- Scritto da: Larry Mollin

### Trama
Brandon deve difendere la sua presidenza quando il suo rivale Alex chiede un'udienza per determinare la validità della sua posizione. I Rolling Stones sono in città per un concerto sold-out al Rosebowl ma tutto il gruppo riesce a vedere lo spettacolo. Dylan esce dall'ospedale ed entra in riabilitazione, dove incontra Charlie.

## Ritorno di fiamma
- Titolo originale: Up In Flames
- Diretto da: Gilbert M. Shilton
- Scritto da: Meredith Stiehm

### Trama
Emily Valentine torna a Beverly Hills per incontrare Brandon e Kelly, gelosa, va a trovare Dylan in ospedale. Steve e Griffin organizzano un rave illegale in una casa abbandonata e Ray si esibisce alla festa. Quando scoppia un incendio, Ray riesce a salvare Valerie e Steve ma Kelly resta bloccata in casa insieme ad una ragazza…

## Momenti difficili
- Titolo originale: Injustice For All
- Diretto da: Michael Lange
- Scritto da: Karen Rosin

### Trama
Kelly si salva dall'incendio ma le ustioni potrebbero lasciarla sfigurata per sempre. Brandon si sente colpevole per non essere stato accanto a Kelly durante l'incendio. Steve e Griffin vanno in tribunale a causa dell'incendio: la punizione è di 100 ore di servizio per la comunità ma Steve non potrà gestire il Peach Pit By Night per 2 anni. Dylan esce dalla riabilitazione e riceve una lettera da Erica.

## Regali di Natale
- Titolo originale: Christmas Comes This Time Each Year Injustice For All
- Diretto da: Richard Lang
- Scritto da: Max Eisenberg (sceneggiatura) & Steve Wasserman & Jessica Klein (soggetto)

### Trama
Dopo aver letto la lettera di Erica, Dylan chiede aiuto a Christine che gli manda J.J. Jones, un investigatore privato per ritrovare sia Erica che i suoi soldi. Felice non è contenta della relazione di Donna e Ray e prova a convincere il ragazzo a lasciare la figlia in cambio di 10000 $. Kelly teme che le sue cicatrici possano disgustare Brandon. Andrea e Jesse portano la piccola Hannah alla messa di mezzanotte.

## Un'amicizia particolare
- Titolo originale: Sentenced To Life
- Diretto da: Richard Lang
- Scritto da: Jessica Klein & Steve Wasserman (sceneggiatura) & Ian Ziering, Jessica Klein & Steve Wasserman (soggetto)

### Trama
Durante il servizio per la comunità, Steve incontra Sol, un vecchio attore malato di Alzheimer. Andrea incontra di nuovo Peter e i suoi sentimenti per lui non sono cambiati. Jesse trova un avvocato a Dylan, che se la cava con un anno di libertà vigilata e due mesi di sospensione della patente. Ray ha la possibilità di cantare all'apertura del Peach Pit By Night ma il terrore da palcoscenico lo blocca.

## Voglia di cambiare
- Titolo originale: Sweating It Out
- Diretto da: Jason Priestley
- Scritto da: Chip Johannessen

### Trama
Durante un viaggio in moto, Dylan e Brandon partecipano ad una cerimonia con una tribù indiana, dove Dylan confessa di essere ancora arrabbiato per la storia fra Kelly e Brandon. Kelly e Valerie partecipano al seminario del Prof. Finley. All'apertura del Peach Pit By Night, Donna aiuta Ray a superare le sue paure e il ragazzo riesce ad esibirsi. Valerie si interessa a Ray.

## Per amore di Erica
- Titolo originale: Hazardous To Your Health
- Diretto da: James Whitmore, Jr.
- Scritto da: Larry Mollin

### Trama
Dylan e Valerie raggiungono J.J. Jones a Punta Brava in Messico, dove riescono a salvare Erica e a recuperare gli 8 milioni di dollari di Dylan, mentre Kevin e Suzanne vengono arrestati dalla polizia messicana. David e Clare sono in disaccordo sulla musica del Peach Pit By Night: David vuole musica hip hop, Clare preferisce il rock alternativo. Donna e Ray guardano la registrazione della performance di Ray all'apertura del locale. Kelly è sempre più coinvolta nell'organizzazione del Prof. Finley e si allontana da Brandon.

## Strane attrazioni
- Titolo originale: Little Monsters
- Diretto da: James Eckhouse
- Scritto da: Meredith Stiehm

### Trama
Kelly, sempre più influenzata dalle teorie di Finley, si allontana da tutti i suoi amici. Valerie convince Dylan a darle 10000 $ per averlo aiutato in Brasile e poi chiede soldi anche a J.J. Jones. Dylan torna dalle Hawaii con Erica, che ora vive lì con Iris. Jesse va a San Francisco per dei colloqui e Andrea e Peter si baciano. Ariel, la ragazza che aveva causato la rottura fra David e Donna, torna nella vita di Donna quando offre a Ray un contratto discografico.

## La nuova evoluzione
- Titolo originale: You Gotta Have Heart
- Diretto da: Gilbert M. Shilton
- Scritto da: Max Eisenberg

### Trama
A San Valentino David e Clare organizzano un telethon benefico al locale per raccogliere fondi: Ray si esibisce insieme alle Jade, ingaggiate da Steve. Donna e Brandon si baciano. Quando Donna rifiuta di dormire con Ray, il ragazzo, frustrato, finisce fra le braccia di Valerie. Dylan e Nat temono che Kelly sia stata plagiata dal Prof. Finley. Andrea scopre che Peter è sposato.

## La scelta di Kelly
- Titolo originale: Stormy Weather
- Diretto da: Bethany Rooney
- Scritto da: Lana Freistat Melman (sceneggiatura) & Larry Mollin (soggetto)

### Trama
Brandon chiede aiuto a Dylan per fermare la “setta” della Nuova Evoluzione del Prof. Finley e salvare Kelly. Ray si sente colpevole per la notte trascorsa con Valerie e cerca di chiudere la storia, ma Valerie minaccia di raccontare la verità a Donna. Andrea ottiene un lavoro part time nell'ospedale di Peter.

## Brama di potere
- Titolo originale: Alone At The Top
- Diretto da: Victor Lobl
- Scritto da: Steve Wasserman & Jessica Klein

### Trama
Valerie compra da Rush il Peach Pit By Night nella speranza di convincere Ray a continuare la loro storia, ma Ray non si lascia manipolare e lascia la città insieme al suo gruppo. Dopo una serie di furti e uno stupro, l'intero campus è nel panico e Brandon deve gestire il problema. Lenny, un amico di David, è sospettato di essere lo stupratore. Peter prenota una camera in un motel per lui e Andrea.

## Pericolo all'università
- Titolo originale: Love Hurts
- Diretto da: Gilbert M. Shilton
- Scritto da: Ken Stringer (sceneggiatura) & Larry Mollin (soggetto)

### Trama
Donna incolpa David della partenza di Ray, mentre Clare e Valerie cercano nuovi talenti per il locale. Lenny viene scagionato grazie al suo alibi ma tutti gli studenti del campus sono convinti della sua colpevolezza. Ma il vero stupratore è libero di colpire ancora e si introduce nell'appartamento sulla spiaggia per violentare Clare ma trova Donna, che viene salvata da David. Dylan scopre Peter e Andrea al motel e dopo aver litigato con Jesse, Andrea decide di chiudere la sua storia con Peter. Mel e Jackie cominciano ad uscire di nuovo insieme.

## Un mondo di segreti
- Titolo originale: Unreal World
- Diretto da: David Semel
- Scritto da: Meredith Stiehm (sceneggiatura) & Larry Mollin (soggetto)

### Trama
Per un esame David e Clare devono girare un documentario ma quando i veri attori non si presentano, chiedono l'aiuto di Brandon, Kelly, Steve e Donna: durante le riprese, alcune confessioni inaspettate rischiano di cambiare molte cose. Jesse confessa ad Andrea la sua infedeltà e anche Andrea prova a dirgli la verità su Peter. Valerie torna a vivere nella casa dei Walsh.

## La grande sfida
- Titolo originale: Double Jeopardy
- Diretto da: Richard Lang
- Scritto da: Christine Elise McCarthy & Sam Sarkar

### Trama
Brandon, Clare ed Andrea partecipano alle selezioni dell'università per il quiz Jeopardy!. Il matrimonio di Jesse ed Andrea è in crisi e Jesse si trasferisce a casa di Dylan. Clare è interessata a Brandon e David capisce di essere ancora innamorato di Donna. Ray invita Donna a Portland. Dylan si dedica alla scrittura.

## La scoperta di David
- Titolo originale: A Song For My Mother
- Diretto da: Chip Chalmers
- Scritto da: Max Eisenberg

### Trama
Dylan si fa ipnotizzare per trovare spunti per la sua sceneggiatura. Donna e David vanno insieme a Portland: Donna vuole rivedere Ray, mentre David vuole incontrare sua madre. Quando David scopre che sua madre è scomparsa, chiede aiuto a Donna: Ray si arrabbia e diventa violento con lei. Anche Mel arriva a Portland e confessa a David che la madre è una malata mentale da molti anni. David scopre che Sheila vive per strada e la porta in ospedale. David capisce che Donna è felice con Ray e decide di fare un passo indietro.

## Facciamo Squash
- Titolo originale: Squash It!
- Diretto da: Les Landau
- Scritto da: Phil Savath (sceneggiatura) & Larry Mollin (soggetto)

### Trama
David e Clare si rimettono insieme e anche il matrimonio di Andrea sembra funzionare di nuovo. Dylan continua le sedute di ipnosi. Il rettore Arnold chiede a Brandon di convincere un piccolo genio, un ragazzino di 12 anni, ad iscriversi all'Università della California. Steve e David organizzano una serata hip hop al locale e David chiede a Juwan, il nipote del cuoco Willie, di salire sul palcoscenico con lui. Steve è preoccupato perché Juwan ha un passato da criminale. La serata rischia di finire in violenza quando un gruppo metal interrompe la serata hip hop, sostenendo di essere stato ingaggiato per fare un concerto.

## Amori diversi
- Titolo originale: Girls On The Side
- Diretto da: Victor Lobl
- Scritto da: Meredith Stiehm

### Trama
Tutti sono eccitati perché Kelly è in copertina sul giornale Seventeen: solo Kelly è depressa perché teme che non potrà più fare la modella per le cicatrici causate dall'incendio. Kelly va a trovare al centro ustioni Allison, la ragazza che era con lei durante l'incendio, ma la ragazza si rifiuta di vedere Kelly, perché in realtà è innamorata di lei. Grazie ad una successiva telefonata di Allison, Kelly non si sente più colpevole e decide di tornare a fare la modella. Ray torna in città e accetta di cantare al Peach Pit By Night: sua madre LuAnn si ubriaca al locale prima dell'inizio del concerto e mentre Clare e David la stanno accompagnando a casa, LuAnn parla della storia fra Ray e Valerie. Clare e David decidono di non dire la verità a Donna. Jesse ottiene un'ottima proposta di lavoro ma la rifiuta per non rovinare i sogni di Andrea che vorrebbe diventare un medico.

## L'ipnoterapia
- Titolo originale: The Real McKay
- Diretto da: Jason Priestley
- Scritto da: Charles Rosin (sceneggiatura) & Larry Mollin & Charles Rosin (soggetto)

### Trama
A Jesse viene offerto un lavoro da insegnante a Yale, che accetta quando Andrea riottene la sua borsa di studio per la facoltà di medicina. Jim Walsh teme che il suo lavoro sia in pericolo. Kelly va a New York, accompagnata da Steve, per cercare un lavoro da modella. Durante una seduta di ipnosi, Dylan ricorda una sua vita passata in cui era un pistolero del vecchio West e riconosce in Kelly la donna che lo aveva salvato. Dylan, convinto che Kelly sia la sua anima gemella, si presenta alla sua porta e la bacia appassionatamente. Brandon vuole essere rieletto come presidente ma Alex Diaz gli soffia la vittoria.

## Arrivederci Andrea
- Titolo originale: Hello Life, Goodbye Beverly Hills
- Diretto da: James Whitmore, Jr.
- Scritto da: Jessica Klein & Steve Wasserman

### Trama
Jim scopre quale sarà il suo futuro lavorativo: un aumento di stipendio e un trasferimento a… Hong Kong! Dopo qualche dubbio iniziale, Jim e Cindy accettano e si trasferiscono, mettendo in vendita la casa. Dylan chiede a Kelly di fare un giro intorno al mondo insieme a lui. Valerie trova i biglietti nella camera di Kelly e lo dice a Brandon, che spiazza Kelly con una proposta di matrimonio. Per porre fine a questa battaglia fra i due amici, Kelly rifiuta entrambe le proposte. Andrea e Jesse si preparano per il loro trasferimento a Yale e gli amici li sorprendono con una festa d'addio a sorpresa. Ray si arrabbia con Donna per aver passato poco tempo con lui e la trascina via dalla festa di Andrea.

## Gelosia
- Titolo originale: P.S. I Love You (1)
- Diretto da: Victor Lobl
- Scritto da: Larry Mollin & Chip Johannessen

### Trama
Jim e Cindy partono per Hong Kong. Kelly vuole continuare la storia con Brandon ma lui non riesce a dimenticare il rifiuto di Kelly di sposarlo. Steve e Donna vanno a Palm Springs per una convention delle loro confraternite. Donna deve tenere un discorso all'evento ed è accompagnata da Ray che diventa subito possessivo e violento. Anche Valerie e Brandon decidono di seguire gli amici a Palm Springs per evitare di incontrare i possibili compratori della loro “ex” casa. Dopo aver bevuto troppo, Brandon è attratto da Valerie. Kelly rimanda il suo viaggio a Palm Springs per trascorrere la giornata con Allison, che ammette di amarla: Kelly le dice di essere affezionata a lei ma solo come amica. Quando Dylan trova finalmente un finanziamento per girare il suo film, il ragazzo rifiuta quando scopre che l'investitore è un delinquente.

## Pericolo per Dylan
- Titolo originale: P.S. I Love You (2)
- Diretto da: Victor Lobl
- Scritto da: Larry Mollin & Chip Johannessen

### Trama
Anche Clare e David raggiungono gli altri amici a Palm Springs. Kelly vorrebbe tornare con Brandon ma lui, ubriaco, l'accusa di essere lesbica per la sua amicizia con Allison. Ray diventa violento con Donna e la butta giù dalle scale, ma Valerie vede tutto. Dopo aver scoperto che Tom Rose conosceva suo padre, Dylan prova a contattare Christine ma viene minacciato da Rose. Dylan decide di scoprire chi è l'assassino di suo padre e di ucciderlo. Brandon viene arrestato (e poi rilasciato) perché la polizia trova nella sua auto la droga di Valerie. Tornato a Beverly Hills, Brandon scopre che la casa è stata venduta e che lui e Valerie hanno 2 settimane di tempo per trovare un altro posto dove vivere. Valerie cerca di sedurre Brandon e alla fine dell'episodio si baciano.